# Toboggan (Wurstelprater)

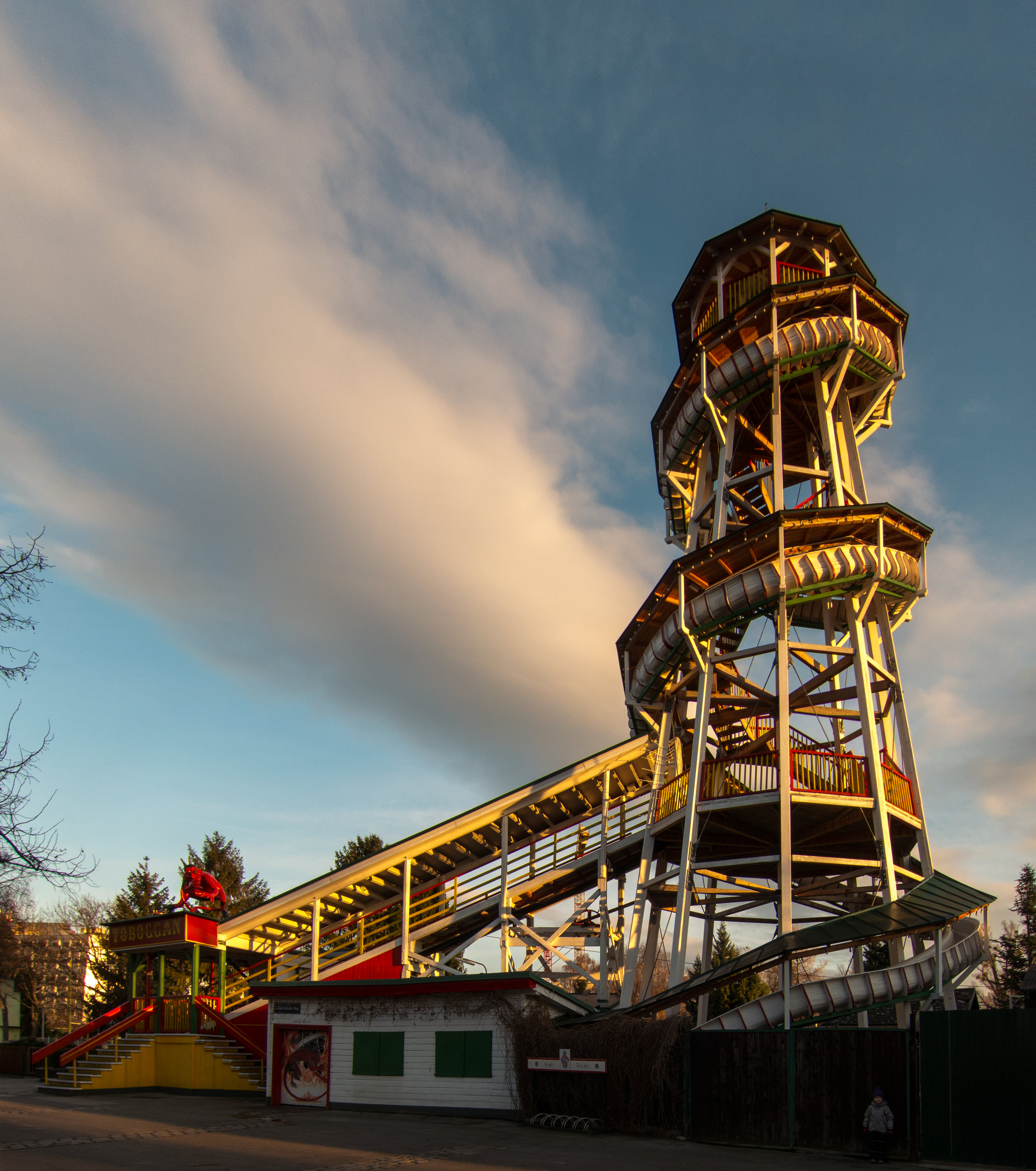
Toboggan im Wurstelprater in Wien

Der Toboggan, ehemals Teufels Rutsch, ist ein Fahrgeschäft im Wurstelprater in Wien. Der Toboggan steht unter Denkmalschutz (Listeneintrag).

## Geschichte
Der Toboggan wurde nach dem Vorbild anderer Rutschtürme in europäischen Großstädten errichtet und 1913 unter dem Namen Teufels Rutsch eröffnet. Erster Besitzer war der russische Schausteller Nikolai Kobelkoff. Zwischenzeitlich gab es auch andere Rutschtürme im Prater, doch nur der Teufels Rutsch hat das Kommen und Gehen ähnlich gearteter Attraktionen überlebt. Im Zweiten Weltkrieg (Wiener Operation) brannte der hölzerne Turm völlig ab. Er wurde ab 1946 anhand von alten Plänen wieder errichtet.
Im Jahr 2000 wurde der 25 Meter hohe Rutschturm schließlich wegen Baumängeln außer Betrieb genommen. Von Herbst 2008 bis Anfang 2009 wurde der Toboggan generalsaniert, die Gesamtkosten von 350.000 Euro wurden teils vom Wiener Kulturamt, dem Bundesdenkmalamt und privaten Sponsoren getragen. Zu Beginn der Pratersaison im März 2009 wurde er wiedereröffnet.

## Trivia
Seit den 1950er Jahren rankt sich auch eine urbane Legende um den Toboggan. Damals soll sich ein Bruchstück einer Planke gelöst haben, wodurch eine nach unten rutschende Frau regelrecht aufgespießt worden und ihren schweren Verletzungen erlegen sei. Es gab zwar tatsächlich einen Unfall, bei dem sich eine Frau einen Holzsplitter eingezogen hat, sie konnte aber das Krankenhaus noch am selben Tag verlassen. Ernst Molden, Willi Resetarits, Walther Soyka und Hannes Wirth thematisierten die letztendlich nicht ernst genommene Warnung einer Mutter vor der Attraktion in ihrem Lied Rudschduam (‚Rutschturm‘).